# دنی کارواخال
دنیل «دنی» کارواخال راموس (به اسپانیایی: Daniel "Dani" Carvajal Ramos‎؛ زادهٔ ۱۱ ژانویه ۱۹۹۲) بازیکن فوتبال اهل اسپانیا است که در پست دفاع راست برای تیم ملی فوتبال اسپانیا و باشگاه فوتبال رئال مادرید در لا لیگا بازی می‌کند.

## عملکرد باشگاهی
کارواخال در بوندسلیگا در ۳۲ مسابقه برای باشگاه فوتبال بایر ۰۴ لورکوزن به میدان رفت و موفق به ارسال ۷ پاس گل و به ثمر رساندن ۱ گل شد تا بدین ترتیب یکی از بهترین بازیکن بوندسلیگا و بهترین مدافع راست لقب گیرد.
او اولین بازی خود را در لا لیگا در مقابل رئال بتیس انجام داد. او در فصل اول خود در رئال مادرید، ۴۵ بازی انجام داد و ۲ گل نیز به ثمر رساند.
از باشگاه‌هایی که کارواخال در آنها بازی کرده می‌توان به باشگاه فوتبال رئال مادرید بی، باشگاه فوتبال بایر لورکوزن و باشگاه فوتبال رئال مادرید اشاره کرد.

## آمار باشگاهی
تا تاریخ ۲ مارس  ۲۰۲۴
| عملکرد                   | عملکرد                   | عملکرد                   | لیگ       | لیگ       | جام      | جام      | قاره‌ای | قاره‌ای | سایر | سایر | مجموع | مجموع |
| فصل                      | باشگاه                   | لیگ                      | بازی      | گل        | بازی     | گل       | بازی   | گل     | بازی | گل   | بازی  | گل    |
|                          |                          |                          | لیگ کشوری | لیگ کشوری | جام حذفی | جام حذفی | اروپا  | اروپا  | دیگر | دیگر | مجموع | مجموع |
| ------------------------ | ------------------------ | ------------------------ | --------- | --------- | -------- | -------- | ------ | ------ | ---- | ---- | ----- | ----- |
| ۲۰۱۰–۲۰۱۱                | رئال مادرید کاستیا       | سگوندا دیویسیون بی       | ۳۰        | ۱         | ۰        | ۰        | ۰      | ۰      | ۰    | ۰    | ۳۰    | ۱     |
| ۲۰۱۱–۲۰۱۲                | رئال مادرید کاستیا       | سگوندا دیویسیون بی       | ۳۸        | ۲         | ۰        | ۰        | ۰      | ۰      | ۰    | ۰    | ۳۸    | ۲     |
| مجموع رئال مادرید کاستیا | مجموع رئال مادرید کاستیا | مجموع رئال مادرید کاستیا | ۶۸        | ۳         | ۰        | ۰        | ۰      | ۰      | ۰    | ۰    | ۶۸    | ۳     |
| ۲۰۱۲–۲۰۱۳                | بایر لورکوزن             | بوندسلیگا                | ۳۲        | ۱         | ۲        | ۰        | ۲      | ۰      | ۰    | ۰    | ۳۶    | ۱     |
| مجموع بایرلورکوزن        | مجموع بایرلورکوزن        | مجموع بایرلورکوزن        | ۳۲        | ۱         | ۲        | ۰        | ۲      | ۰      | ۰    | ۰    | ۳۶    | ۱     |
| ۲۰۱۳–۲۰۱۴                | رئال مادرید              | لالیگا                   | ۳۱        | ۲         | ۴        | ۰        | ۱۰     | ۰      | ۰    | ۰    | ۴۵    | ۲     |
| ۲۰۱۴–۲۰۱۵                | رئال مادرید              | لالیگا                   | ۳۰        | ۰         | ۳        | ۰        | ۵      | ۰      | ۵    | ۰    | ۴۳    | ۰     |
| ۲۰۱۵–۲۰۱۶                | رئال مادرید              | لالیگا                   | ۲۲        | ۰         | ۰        | ۰        | ۸      | ۱      | ۰    | ۰    | ۳۰    | ۱     |
| ۲۰۱۶–۲۰۱۷                | رئال مادرید              | لالیگا                   | ۲۳        | ۰         | ۴        | ۰        | ۱۱     | ۰      | ۳    | ۱    | ۴۱    | ۱     |
| ۲۰۱۷–۲۰۱۸                | رئال مادرید              | لالیگا                   | ۲۵        | ۰         | ۴        | ۰        | ۸      | ۰      | ۴    | ۰    | ۴۱    | ۰     |
| ۲۰۱۸–۲۰۱۹                | رئال مادرید              | لالیگا                   | ۲۴        | ۱         | ۴        | ۰        | ۶      | ۰      | ۳    | ۰    | ۳۷    | ۱     |
| ۲۰۱۹–۲۰۲۰                | رئال مادرید              | لالیگا                   | ۳۱        | ۱         | ۲        | ۰        | ۷      | ۰      | ۲    | ۰    | ۴۲    | ۱     |
| ۲۰۲۰–۲۰۲۱                | رئال مادرید              | لالیگا                   | ۱۳        | ۰         | ۰        | ۰        | ۲      | ۰      | ۰    | ۰    | ۱۵    | ۰     |
| ۲۰۲۱–۲۰۲۲                | رئال مادرید              | لالیگا                   | ۲۴        | ۱         | ۰        | ۰        | ۱۱     | ۰      | ۱    | ۰    | ۳۶    | ۱     |
| ۲۰۲۲–۲۰۲۳                | رئال مادرید              | لالیگا                   | ۲۷        | ۰         | ۳        | ۰        | ۱۱     | ۰      | ۴    | ۰    | ۴۵    | ۰     |
| ۲۰۲۳–۲۰۲۴                | رئال مادرید              | لالیگا                   | ۲۱        | ۳         | ۱        | ۰        | ۵      | ۰      | ۲    | ۱    | ۲۹    | ۴     |
| مجموع رئال مادرید        | مجموع رئال مادرید        | مجموع رئال مادرید        | ۲۷۱       | ۸         | ۲۵       | ۰        | ۸۴     | ۱      | ۲۴   | ۲    | ۴۰۴   | ۱۱    |
| مجموع آمار               | مجموع آمار               | مجموع آمار               | ۳۵۷       | ۱۲        | ۲۷       | ۰        | ۸۶     | ۱      | ۲۴   | ۲    | ۴۹۴   | ۱۵    |

### آمار پاس گل
| فصل       | تیم              | پاس گل |
| --------- | ---------------- | ------ |
| ۲۰۱۰–۲۰۱۱ | رئال‌مادریدکاستیا | ۲      |
| ۲۰۱۱–۲۰۱۲ | رئال‌مادریدکاستیا | ۷      |
| ۲۰۱۲–۲۰۱۳ | بایرلورکوزن      | ۸      |
| ۲۰۱۳–۲۰۱۴ | رئال‌مادرید       | ۳      |
| ۲۰۱۴–۲۰۱۵ | رئال‌مادرید       | ۵      |
| ۲۰۱۵–۲۰۱۶ | رئال‌مادرید       | ۵      |
| ۲۰۱۶–۲۰۱۷ | رئال‌مادرید       | ۱۲     |
| ۲۰۱۷–۲۰۱۸ | رئال‌مادرید       | ۷      |
| ۲۰۱۸–۲۰۱۹ | رئال‌مادرید       | ۶      |
| ۲۰۱۹–۲۰۲۰ | رئال‌مادرید       | ۸      |
| ۲۰۲۰–۲۰۲۱ | رئال‌مادرید       | ۲      |
| ۲۰۲۱–۲۰۲۲ | رئال‌مادرید       | ۱      |
| مجموع     | مجموع            | ۶۶     |

## آمار ملی

### بازی‌های ملی
تا تاریخ ۱۹ نوامبر ۲۰۲۳
| اسپانیا | اسپانیا | اسپانیا | اسپانیا |
| سال     | بازی    | گل      | پاس گل  |
| ------- | ------- | ------- | ------- |
| ۲۰۱۴    | ۲       | ۰       | ۰       |
| ۲۰۱۵    | ۳       | ۰       | ۰       |
| ۲۰۱۶    | ۴       | ۰       | ۲       |
| ۲۰۱۷    | ۴       | ۰       | ۰       |
| ۲۰۱۸    | ۷       | ۰       | ۲       |
| ۲۰۱۹    | ۴       | ۰       | ۰       |
| ۲۰۲۰    | ۱       | ۰       | ۰       |
| ۲۰۲۱    | ۱       | ۰       | ۰       |
| ۲۰۲۲    | ۷       | ۰       | ۰       |
| ۲۰۲۳    | ۹       | ۰       | ۲       |
| مجموع   | ۴۲      | ۰       | ۶       |

## افتخارات

### باشگاهی
رئال مادرید
- لا لیگا: ۲۰۱۶–۲۰۱۷، ۲۰۱۹–۲۰۲۰، ۲۰۲۱–۲۰۲۲، ۲۴–۲۰۲۳
- لیگ قهرمانان اروپا: ۲۰۱۳–۲۰۱۴، ۲۰۱۵–۲۰۱۶، ۲۰۱۶–۲۰۱۷، ۲۰۱۷–۲۰۱۸ ،۲۰۲۱–۲۰۲۲، ۲۴–۲۰۲۳
- سوپرجام اروپا: ۲۰۱۴، ۲۰۱۶، ۲۰۱۷، ۲۰۲۲
- جام باشگاه‌های فوتبال جهان: ۲۰۱۴، ۲۰۱۶، ۲۰۱۷، ۲۰۱۸، ۲۰۲۲
- کوپا دل ری: ۲۰۱۳–۲۰۱۴ ۲۰۲۲_۲۰۲۳
- سوپرجام اسپانیا: ۲۰۱۷، ۲۰۱۹–۲۰۲۰، ۲۰۲۱–۲۲

### ملی
تیم ملی فوتبال اسپانیا
- لیگ ملت‌های اروپا ۲۳–۲۰۲۲
- جام ملت‌های اروپا ۲۰۲۴

### فردی
- تیم فصل لیگ قهرمانان: ۲۰۱۳–۲۰۱۴، ۲۰۱۶–۲۰۱۷، ۲۴–۲۰۲۳
- تیم سال فیفا: ۲۰۱۴، ۲۰۱۵، ۲۰۱۶، ۲۰۱۷، ۲۰۱۸
- تیم سال یوفا: ۲۰۱۶–۲۰۱۷
- تیم فصل لالیگا: ۲۰۱۶–۲۰۱۷